# Кубань Кредит
Кубань Кредит — российский банк, один из крупнейших на юге России.

## История
Банк «Кубань Кредит» работает с 1993 года и успешно пережил кризис 1998 года. В 2003 году были открыты два дополнительных офиса «Тбилисский» и «Тимашевский». В 2011 году вышел за пределы Краснодарского края, открыв операционный офис «Энемский», расположенный в пгт. Энем (Республика Адыгея). В 2012 году открыт операционный офис «Ростовский», расположенный в Ростове на Дону.

## Деятельность
География работы банка охватывает Краснодарский край и республику Адыгея, Ростовскую область и город Москва. В регионах присутствия банк обладает одной из самых широких филиальных сетей.
В структуре прибыли банка преобладают процентные и комиссионные доходы. По данным I квартал 2014 года, активы банка составляют 48 980 млн рублей, собственный капитал — 6 309 млн рублей.
По итогам 2013 года объем прибыли компании вырос на 402,2 млн рублей и составил 972,52 млн рублей. По итогам IV квартала 2013 года рентабельность собственного капитала банка составила 17,89 %, рентабельность активов банка за тот же период равнялась 2,08 %, что выше среднего аналогичного показателя 30 крупнейших банков России. За тот же период отмечен рост уровня капитализации банка до 12,92 % в силу увеличения собственного капитала при одновременном сокращении объема активов банка. Объем просроченной ссудной задолженности банка на начало 2014 года составил 11,43 млн рублей, что составляет 0,03 % от общего кредитного портфеля. При этом на 92,04 млн рублей сократились резервы на возможные потери, составив 1 069,22 млн рублей или 3,22 % кредитного портфеля. Банковские резервы на возможные потери по ссудам покрывают текущую просроченную ссудную задолженность с коэффициентом 93,57. В целом кредитный портфель банка характеризуется меньшей долей просроченной ссудной задолженности относительно аналогичного среднего показателя 30 крупнейших банков России.
10.02.2019 сменил доменное имя на kk.bank

### Рейтинговые оценки
- Рейтинговое агентство АКРА присвоило в 2017 году КБ «Кубань кредит»  рейтинговую оценку BB+(RU) со стабильным прогнозом. Рейтинг ежегодно подтверждался, в 2021 году был повышен до BBB-(RU), в 2024 - до BBB(RU)[12].
- В феврале 2020 года Рейтинговое агентство НКР присвоило банку «Кубань Кредит» кредитный рейтинг BB+.ru со стабильным прогнозом[13]. В феврале 2021 года НКР подтвердило кредитный рейтинг на уровне BB+.ru, прогноз изменён со стабильного на позитивный[14]; в сентябре того же года рейтинг повышен с BB+.ru до BBB-.ru со стабильным прогнозом[15]. В 2022 году рейтинг был подтвержден на уровне BBB-.ru, прогноз изменён со стабильного на позитивный[16]. В 2023 году агентство повысило кредитный рейтинг с BBB-.ru до BBB.ru со стабильным прогнозом[17], в 2024 году рейтинг подтвержден[18].